# Шлайхер (округ, Техас)
Шаблон:StateAbbr_ 30°54′ пн. ш. 100°32′ зх. д. / 30.9° пн. ш. 100.54° зх. д.
Округ Шлайхер (англ. Schleicher County) — округ (графство) у штаті Техас, США. Ідентифікатор округу 48413.

## Історія
Округ утворений 1901 року.

## Демографія
За даними перепису 2000 року загальне населення округу становило 2935 осіб, усе сільське. Серед мешканців округу чоловіків було 1459, а жінок — 1476. В окрузі було 1115 домогосподарств, 817 родин, які мешкали в 1371 будинках. Середній розмір родини становив 3,12.
Віковий розподіл населення поданий у таблиці:
| Стать    | До 15 років | 15-21 | 22-29 | 30-39 | 40-49 | 50-65 | 65-85 | Понад 85 |
| -------- | ----------- | ----- | ----- | ----- | ----- | ----- | ----- | -------- |
| Чоловіки | 336         | 163   | 106   | 162   | 222   | 254   | 192   | 24       |
| Жінки    | 308         | 159   | 92    | 193   | 220   | 238   | 211   | 55       |

## Суміжні округи
- Том-Грін — північ
- Менард — схід
- Кімбл — південний схід
- Саттон — південь
- Крокетт — захід
- Іріон — північний захід

## Виноски
1. ↑  U.S. Decennial Census. United States Census Bureau. Архів оригіналу за 4 квітня 2018. Процитовано 10 травня 2015.
2. ↑  Texas Almanac: Population History of Counties from 1850–2010 (PDF). Texas Almanac. Архів оригіналу (PDF) за 26 лютого 2015. Процитовано 10 травня 2015.
3. ↑  State & County QuickFacts. United States Census Bureau. Архів оригіналу за 22 грудня 2015. Процитовано 24 грудня 2013. [Архівовано 2011-07-28 у Wayback Machine.](англ.) Наведено за англійською вікіпедією.
4. ↑  American FactFinder. Бюро перепису населення США. Архів оригіналу за 26 лютого 2012. Процитовано 31 січня 2008. [Архівовано 2008-05-21 у Wayback Machine.]

| США | Це незавершена стаття з географії США. Ви можете допомогти проєкту, виправивши або дописавши її. |